# Johann Radon
Johann Radon   (Děčín, 16 de desembre de 1887 - Varsòvia i Viena, 25 de maig de 1956) va ser un matemàtic austríac, d'origen bohemi.

## Vida i Obra
Radon va néixer a Tetschen, Bohèmia (actual Děčín, República Txeca). Va fer els estudis secundaris a Litoměřice i el 1905 la família es va traslladar a Viena on ell va fer els estudis universitaris en física i matemàtiques, tot i que havia destacat en música i llengües clàssiques. Va obtenir el doctorat el 1910 amb una tesi dirigida per Gustav von Escherich, i a continuació va estar un semestre a la universitat de Göttingen per ampliar estudis.
El 1912 va ser nomenat assistent d'Emanuel Czuber a la universitat de Brno, però l'any següent, en traslladar-se aquest a Viena, Radon va obtenir l'habilitació docent a la universitat de Viena. Durant la Primera Guerra Mundial (1914-1918) va estar exempt de servei militar per la seva extrema miopia, i aquests anys van ser molt productius en la seva recerca. En acabar la guerra, la ciutat d'Hamburg va decidir crear la seva pròpia universitat i Radon va ser cridat com a professor de matemàtiques. Només hi va estar fins al 1922 en que va començar una etapa de canvis freqüents d'universitat: Greifswald (1922-1925), Erlangen (1925-1928) i, finalment, Breslau (1928-1945), en la qual va romandre fins al final de la Segona Guerra Mundial.
Durant aquest temps van morir els seus fills Hermann (1939) i Ludwig (1943), el primer per una llarga malaltia i el segon ferit de guerra al front rus. Només li va sobreviure la seva filla, Brigitte, que també es va doctorar en matemàtiques i es va casar amb el matemàtic Erich Bukovics.
Des de 1946 Radon va treballar a la universitat de Viena, en la qual va ser degà de ciències (1951-1952) i rector de la universitat (1954). També va col·laborar activament amb l'Acadèmia Austríaca de Ciències i la Societat Matemàtica Austríaca, essent, a més, editor de la revista Monatshefte für Mathematik. Va morir a Viena el 1956.
El mateix any de la seva mort, Allan Cormack descobria la tomografia axial computada sense saber que Radon ja havia establert els principis teòrics i matemàtics que la feien possible en un article publicat el 1917. Tot i que la transformada de Radon és la base de la moderna tomografia, Radon és més conegut en el món matemàtic pels seus resultats en teoria de la mesura i en anàlisi funcional.